# Tour de Croatie 2018
La 13e édition du Tour de Croatie a eu lieu du 17 au 22 avril 2018. Elle fait partie du calendrier UCI Europe Tour 2018 en catégorie 2.1.

## Présentation

### Équipes
Classée en catégorie 2.HC de l'UCI Europe Tour, le Tour de Croatie est par conséquent ouvert aux WorldTeams dans la limite de 70 % des équipes participantes, aux équipes continentales professionnelles, aux équipes continentales et aux équipes nationales.
Dix-neuf équipes participent à ce Tour de Croatie - trois WorldTeams, onze équipes continentales professionnelles et cinq équipes continentales :
| WorldTeams (3)- Astana - Bahrain-Merida - Trek-Segafredo Équipes continentales professionnelles (11)- Aqua Blue Sport - Caja Rural-Seguros RGA - CCC Sprandi Polkowice - Gazprom-RusVelo - Holowesko-Citadel - Israel Cycling Academy - Nippo-Vini Fantini-Europa Ovini - Team Novo Nordisk - Roompot-Nederlandse Loterij - WB-Aqua Protect-Veranclassic - Bardiani CSF Équipes continentales (5)- Adria Mobil - Bicicletas Strongman - Ljubljana Gusto Xaurum - Meridiana Kamen - MsTina-Focus |
| |

## Étapes
| Étape     | Date    | Villes étapes          | type              | Distance (km) | Vainqueur d'étape    | Leader du classement général |
| --------- | ------- | ---------------------- | ----------------- | ------------- | -------------------- | ---------------------------- |
| 1re étape | 17 avr. | Osijek – Koprivnica    | étape vallonnée   | 227           | Niccolò Bonifazio    | Niccolò Bonifazio            |
| 2e étape  | 18 avr. | Karlovac – Zadar       | étape vallonnée   | 234,5         | Eduard-Michael Grosu | Eduard-Michael Grosu         |
| 3e étape  | 19 avr. | Trogir – Sveti Jure    | étape de montagne | 134           | Kanstantsin Siutsou  | Kanstantsin Siutsou          |
| 4e étape  | 20 avr. | Starigrad – Crikvenica | étape vallonnée   | 171           | Alessandro Tonelli   | Kanstantsin Siutsou          |
| 5e étape  | 21 avr. | Rabac – Učka           | étape de montagne | 156,5         | Manuele Boaro        | Kanstantsin Siutsou          |
| 6e étape  | 22 avr. | Samobor – Zagreb       | étape de plaine   | 151,5         | Paolo Simion         | Kanstantsin Siutsou          |

## Déroulement de la course

### 1reétape
| \| Classement de l'étape \| Classement de l'étape \| Classement de l'étape \| Classement de l'étape \| Classement de l'étape \| \| Coureur \| Coureur \| Pays \| Équipe \| Temps \| \| --------------------- \| --------------------- \| --------------------- \| ------------------------------- \| --------------------- \| \| 1er \| Niccolò Bonifazio \| Italie \| Bahrain-Merida \| 5 h 45 min 25 s \| \| 2e \| Andrea Guardini \| Italie \| Bardiani CSF \| + 0 s \| \| 3e \| Eduard-Michael Grosu \| Roumanie \| Nippo-Vini Fantini-Europa Ovini \| + 0 s \| \| 4e \| Riccardo Minali \| Italie \| Astana \| + 0 s \| \| 5e \| Giacomo Nizzolo \| Italie \| Trek-Segafredo \| + 0 s \| \| 6e \| Marko Kump \| Slovénie \| CCC Sprandi Polkowice \| + 0 s \| \| 7e \| John Murphy \| États-Unis \| Holowesko Citadel \| + 0 s \| \| 8e \| Žiga Jerman \| Slovénie \| Ljubljana Gusto Xaurum \| + 0 s \| \| 9e \| Federico Zurlo \| Italie \| MSTina-Focus \| + 0 s \| \| 10e \| Jimmy Duquennoy \| Belgique \| WB-Aqua Protect-Veranclassic \| + 0 s \| |                      |            |                                 |                 |
| |                      |            |                                 |                 |
| Source : ProCyclingStats |                      |            |                                 |                 |
| Classement de l'étape |                      |            |                                 |                 |
| Coureur | Coureur              | Pays       | Équipe                          | Temps           |
| 1er | Niccolò Bonifazio    | Italie     | Bahrain-Merida                  | 5 h 45 min 25 s |
| 2e | Andrea Guardini      | Italie     | Bardiani CSF                    | + 0 s           |
| 3e | Eduard-Michael Grosu | Roumanie   | Nippo-Vini Fantini-Europa Ovini | + 0 s           |
| 4e | Riccardo Minali      | Italie     | Astana                          | + 0 s           |
| 5e | Giacomo Nizzolo      | Italie     | Trek-Segafredo                  | + 0 s           |
| 6e | Marko Kump           | Slovénie   | CCC Sprandi Polkowice           | + 0 s           |
| 7e | John Murphy          | États-Unis | Holowesko Citadel               | + 0 s           |
| 8e | Žiga Jerman          | Slovénie   | Ljubljana Gusto Xaurum          | + 0 s           |
| 9e | Federico Zurlo       | Italie     | MSTina-Focus                    | + 0 s           |
| 10e | Jimmy Duquennoy      | Belgique   | WB-Aqua Protect-Veranclassic    | + 0 s           |

| \| Classement général \| Classement général \| Classement général \| Classement général \| Classement général \| \| Coureur \| Coureur \| Pays \| Équipe \| Temps \| \| ------------------ \| -------------------- \| ------------------ \| ------------------------------- \| ------------------ \| \| 1er \| Niccolò Bonifazio \| Italie \| Bahrain-Merida \| 5 h 45 min 15 s \| \| 2e \| Jon Božič \| Slovénie \| Adria Mobil \| + 1 s \| \| 3e \| Andrea Guardini \| Italie \| Bardiani CSF \| + 4 s \| \| 4e \| Eduard-Michael Grosu \| Roumanie \| Nippo-Vini Fantini-Europa Ovini \| + 6 s \| \| 5e \| Riccardo Minali \| Italie \| Astana \| + 10 s \| \| 6e \| Giacomo Nizzolo \| Italie \| Trek-Segafredo \| + 10 s \| \| 7e \| Marko Kump \| Slovénie \| CCC Sprandi Polkowice \| + 10 s \| \| 8e \| John Murphy \| États-Unis \| Holowesko Citadel \| + 10 s \| \| 9e \| Žiga Jerman \| Slovénie \| Ljubljana Gusto Xaurum \| + 10 s \| \| 10e \| Federico Zurlo \| Italie \| MSTina-Focus \| + 10 s \| |                      |            |                                 |                 |
| |                      |            |                                 |                 |
| Source : ProCyclingStats |                      |            |                                 |                 |
| Classement général |                      |            |                                 |                 |
| Coureur | Coureur              | Pays       | Équipe                          | Temps           |
| 1er | Niccolò Bonifazio    | Italie     | Bahrain-Merida                  | 5 h 45 min 15 s |
| 2e | Jon Božič            | Slovénie   | Adria Mobil                     | + 1 s           |
| 3e | Andrea Guardini      | Italie     | Bardiani CSF                    | + 4 s           |
| 4e | Eduard-Michael Grosu | Roumanie   | Nippo-Vini Fantini-Europa Ovini | + 6 s           |
| 5e | Riccardo Minali      | Italie     | Astana                          | + 10 s          |
| 6e | Giacomo Nizzolo      | Italie     | Trek-Segafredo                  | + 10 s          |
| 7e | Marko Kump           | Slovénie   | CCC Sprandi Polkowice           | + 10 s          |
| 8e | John Murphy          | États-Unis | Holowesko Citadel               | + 10 s          |
| 9e | Žiga Jerman          | Slovénie   | Ljubljana Gusto Xaurum          | + 10 s          |
| 10e | Federico Zurlo       | Italie     | MSTina-Focus                    | + 10 s          |

### 2eétape
| \| Classement de l'étape \| Classement de l'étape \| Classement de l'étape \| Classement de l'étape \| Classement de l'étape \| \| Coureur \| Coureur \| Pays \| Équipe \| Temps \| \| --------------------- \| --------------------- \| --------------------- \| ------------------------------- \| --------------------- \| \| 1er \| Eduard-Michael Grosu \| Roumanie \| Nippo-Vini Fantini-Europa Ovini \| 5 h 38 min 11 s \| \| 2e \| Giacomo Nizzolo \| Italie \| Trek-Segafredo \| + 0 s \| \| 3e \| Riccardo Minali \| Italie \| Astana \| + 0 s \| \| 4e \| Yevgeniy Gidich \| Kazakhstan \| Astana \| + 4 s \| \| 5e \| Juan José Lobato \| Espagne \| Nippo-Vini Fantini-Europa Ovini \| + 4 s \| \| 6e \| Josip Rumac \| Croatie \| Meridiana Kamen \| + 4 s \| \| 7e \| Žiga Jerman \| Slovénie \| Ljubljana Gusto Xaurum \| + 4 s \| \| 8e \| Matej Mohorič \| Slovénie \| Bahrain-Merida \| + 4 s \| \| 9e \| Andrea Guardini \| Italie \| Bardiani CSF \| + 4 s \| \| 10e \| Marko Kump \| Slovénie \| CCC Sprandi Polkowice \| + 8 s \| |                      |            |                                 |                 |
| |                      |            |                                 |                 |
| Source : ProCyclingStats |                      |            |                                 |                 |
| Classement de l'étape |                      |            |                                 |                 |
| Coureur | Coureur              | Pays       | Équipe                          | Temps           |
| 1er | Eduard-Michael Grosu | Roumanie   | Nippo-Vini Fantini-Europa Ovini | 5 h 38 min 11 s |
| 2e | Giacomo Nizzolo      | Italie     | Trek-Segafredo                  | + 0 s           |
| 3e | Riccardo Minali      | Italie     | Astana                          | + 0 s           |
| 4e | Yevgeniy Gidich      | Kazakhstan | Astana                          | + 4 s           |
| 5e | Juan José Lobato     | Espagne    | Nippo-Vini Fantini-Europa Ovini | + 4 s           |
| 6e | Josip Rumac          | Croatie    | Meridiana Kamen                 | + 4 s           |
| 7e | Žiga Jerman          | Slovénie   | Ljubljana Gusto Xaurum          | + 4 s           |
| 8e | Matej Mohorič        | Slovénie   | Bahrain-Merida                  | + 4 s           |
| 9e | Andrea Guardini      | Italie     | Bardiani CSF                    | + 4 s           |
| 10e | Marko Kump           | Slovénie   | CCC Sprandi Polkowice           | + 8 s           |

| \| Classement général \| Classement général \| Classement général \| Classement général \| Classement général \| \| Coureur \| Coureur \| Pays \| Équipe \| Temps \| \| ------------------ \| -------------------- \| ------------------ \| ------------------------------- \| ------------------ \| \| 1er \| Eduard-Michael Grosu \| Roumanie \| Nippo-Vini Fantini-Europa Ovini \| 11 h 23 min 22 s \| \| 2e \| Giacomo Nizzolo \| Italie \| Trek-Segafredo \| + 8 s \| \| 3e \| Riccardo Minali \| Italie \| Astana \| + 10 s \| \| 4e \| Andrea Guardini \| Italie \| Bardiani CSF \| + 12 s \| \| 5e \| Jon Božič \| Slovénie \| Adria Mobil \| + 12 s \| \| 6e \| Riccardo Stacchiotti \| Italie \| MSTina-Focus \| + 17 s \| \| 7e \| Žiga Jerman \| Slovénie \| Ljubljana Gusto Xaurum \| + 18 s \| \| 8e \| Matej Mohorič \| Slovénie \| Bahrain-Merida \| + 18 s \| \| 9e \| Josip Rumac \| Croatie \| Meridiana Kamen \| + 18 s \| \| 10e \| Yevgeniy Gidich \| Kazakhstan \| Astana \| + 18 s \| |                      |            |                                 |                  |
| |                      |            |                                 |                  |
| Source : ProCyclingStats |                      |            |                                 |                  |
| Classement général |                      |            |                                 |                  |
| Coureur | Coureur              | Pays       | Équipe                          | Temps            |
| 1er | Eduard-Michael Grosu | Roumanie   | Nippo-Vini Fantini-Europa Ovini | 11 h 23 min 22 s |
| 2e | Giacomo Nizzolo      | Italie     | Trek-Segafredo                  | + 8 s            |
| 3e | Riccardo Minali      | Italie     | Astana                          | + 10 s           |
| 4e | Andrea Guardini      | Italie     | Bardiani CSF                    | + 12 s           |
| 5e | Jon Božič            | Slovénie   | Adria Mobil                     | + 12 s           |
| 6e | Riccardo Stacchiotti | Italie     | MSTina-Focus                    | + 17 s           |
| 7e | Žiga Jerman          | Slovénie   | Ljubljana Gusto Xaurum          | + 18 s           |
| 8e | Matej Mohorič        | Slovénie   | Bahrain-Merida                  | + 18 s           |
| 9e | Josip Rumac          | Croatie    | Meridiana Kamen                 | + 18 s           |
| 10e | Yevgeniy Gidich      | Kazakhstan | Astana                          | + 18 s           |

### 3eétape
| \| Classement de l'étape \| Classement de l'étape \| Classement de l'étape \| Classement de l'étape \| Classement de l'étape \| \| Coureur \| Coureur \| Pays \| Équipe \| Temps \| \| --------------------- \| --------------------- \| --------------------- \| -------------------------------- \| --------------------- \| \| 1er \| Kanstantsin Siutsou \| Biélorussie \| Bahrain-Merida \| 3 h 51 min 32 s \| \| 2e \| Pieter Weening \| Pays-Bas \| Roompot-Nederlandse Loterij \| + 4 s \| \| 3e \| Yevgeniy Gidich \| Kazakhstan \| Astana \| + 49 s \| \| 4e \| Radoslav Rogina \| Croatie \| Adria Mobil \| + 56 s \| \| 5e \| Niklas Eg \| Danemark \| Trek-Segafredo \| + 1 min 38 s \| \| 6e \| Daniel Pearson \| Royaume-Uni \| Aqua Blue Sport \| + 2 min 01 s \| \| 7e \| Gianluca Brambilla \| Italie \| Trek-Segafredo \| + 2 min 27 s \| \| 8e \| Rubén Acosta \| Colombie \| Bicicletas Strongman Coldeportes \| + 2 min 42 s \| \| 9e \| Artem Nych \| Russie \| Gazprom-RusVelo \| + 2 min 51 s \| \| 10e \| Jonathan Lastra \| Espagne \| Caja Rural-Seguros RGA \| + 3 min 42 s \| |                     |             |                                  |                 |
| |                     |             |                                  |                 |
| Source : ProCyclingStats |                     |             |                                  |                 |
| Classement de l'étape |                     |             |                                  |                 |
| Coureur | Coureur             | Pays        | Équipe                           | Temps           |
| 1er | Kanstantsin Siutsou | Biélorussie | Bahrain-Merida                   | 3 h 51 min 32 s |
| 2e | Pieter Weening      | Pays-Bas    | Roompot-Nederlandse Loterij      | + 4 s           |
| 3e | Yevgeniy Gidich     | Kazakhstan  | Astana                           | + 49 s          |
| 4e | Radoslav Rogina     | Croatie     | Adria Mobil                      | + 56 s          |
| 5e | Niklas Eg           | Danemark    | Trek-Segafredo                   | + 1 min 38 s    |
| 6e | Daniel Pearson      | Royaume-Uni | Aqua Blue Sport                  | + 2 min 01 s    |
| 7e | Gianluca Brambilla  | Italie      | Trek-Segafredo                   | + 2 min 27 s    |
| 8e | Rubén Acosta        | Colombie    | Bicicletas Strongman Coldeportes | + 2 min 42 s    |
| 9e | Artem Nych          | Russie      | Gazprom-RusVelo                  | + 2 min 51 s    |
| 10e | Jonathan Lastra     | Espagne     | Caja Rural-Seguros RGA           | + 3 min 42 s    |

| \| Classement général \| Classement général \| Classement général \| Classement général \| Classement général \| \| Coureur \| Coureur \| Pays \| Équipe \| Temps \| \| ------------------ \| ------------------- \| ------------------ \| -------------------------------- \| ------------------ \| \| 1er \| Kanstantsin Siutsou \| Biélorussie \| Bahrain-Merida \| 15 h 15 min 10 s \| \| 2e \| Pieter Weening \| Pays-Bas \| Roompot-Nederlandse Loterij \| + 8 s \| \| 3e \| Yevgeniy Gidich \| Kazakhstan \| Astana \| + 47 s \| \| 4e \| Radoslav Rogina \| Croatie \| Adria Mobil \| + 1 min 06 s \| \| 5e \| Niklas Eg \| Danemark \| Trek-Segafredo \| + 1 min 48 s \| \| 6e \| Daniel Pearson \| Royaume-Uni \| Aqua Blue Sport \| + 2 min 11 s \| \| 7e \| Gianluca Brambilla \| Italie \| Trek-Segafredo \| + 2 min 33 s \| \| 8e \| Rubén Acosta \| Colombie \| Bicicletas Strongman Coldeportes \| + 2 min 52 s \| \| 9e \| Artem Nych \| Russie \| Gazprom-RusVelo \| + 3 min 01 s \| \| 10e \| Jonathan Lastra \| Espagne \| Caja Rural-Seguros RGA \| + 3 min 48 s \| |                     |             |                                  |                  |
| |                     |             |                                  |                  |
| Source : ProCyclingStats |                     |             |                                  |                  |
| Classement général |                     |             |                                  |                  |
| Coureur | Coureur             | Pays        | Équipe                           | Temps            |
| 1er | Kanstantsin Siutsou | Biélorussie | Bahrain-Merida                   | 15 h 15 min 10 s |
| 2e | Pieter Weening      | Pays-Bas    | Roompot-Nederlandse Loterij      | + 8 s            |
| 3e | Yevgeniy Gidich     | Kazakhstan  | Astana                           | + 47 s           |
| 4e | Radoslav Rogina     | Croatie     | Adria Mobil                      | + 1 min 06 s     |
| 5e | Niklas Eg           | Danemark    | Trek-Segafredo                   | + 1 min 48 s     |
| 6e | Daniel Pearson      | Royaume-Uni | Aqua Blue Sport                  | + 2 min 11 s     |
| 7e | Gianluca Brambilla  | Italie      | Trek-Segafredo                   | + 2 min 33 s     |
| 8e | Rubén Acosta        | Colombie    | Bicicletas Strongman Coldeportes | + 2 min 52 s     |
| 9e | Artem Nych          | Russie      | Gazprom-RusVelo                  | + 3 min 01 s     |
| 10e | Jonathan Lastra     | Espagne     | Caja Rural-Seguros RGA           | + 3 min 48 s     |

### 4eétape
| \| Classement de l'étape \| Classement de l'étape \| Classement de l'étape \| Classement de l'étape \| Classement de l'étape \| \| Coureur \| Coureur \| Pays \| Équipe \| Temps \| \| --------------------- \| --------------------- \| --------------------- \| ---------------------- \| --------------------- \| \| 1er \| Alessandro Tonelli \| Italie \| Bardiani CSF \| 3 h 56 min 57 s \| \| 2e \| Enrico Barbin \| Italie \| Bardiani CSF \| + 12 s \| \| 3e \| Jan Tratnik \| Slovénie \| CCC Sprandi Polkowice \| + 12 s \| \| 4e \| Fabian Lienhard \| Suisse \| Holowesko Citadel \| + 12 s \| \| 5e \| Niccolò Bonifazio \| Italie \| Bahrain-Merida \| + 12 s \| \| 6e \| Žiga Ručigaj \| Slovénie \| Radenska Ljubljana \| + 12 s \| \| 7e \| Federico Zurlo \| Italie \| MSTina-Focus \| + 12 s \| \| 8e \| Adrian Kurek \| Pologne \| CCC Sprandi Polkowice \| + 12 s \| \| 9e \| Jonathan Lastra \| Espagne \| Caja Rural-Seguros RGA \| + 12 s \| \| 10e \| Kristian Sbaragli \| Italie \| Israel Cycling Academy \| + 12 s \| |                    |          |                        |                 |
| |                    |          |                        |                 |
| Source : ProCyclingStats |                    |          |                        |                 |
| Classement de l'étape |                    |          |                        |                 |
| Coureur | Coureur            | Pays     | Équipe                 | Temps           |
| 1er | Alessandro Tonelli | Italie   | Bardiani CSF           | 3 h 56 min 57 s |
| 2e | Enrico Barbin      | Italie   | Bardiani CSF           | + 12 s          |
| 3e | Jan Tratnik        | Slovénie | CCC Sprandi Polkowice  | + 12 s          |
| 4e | Fabian Lienhard    | Suisse   | Holowesko Citadel      | + 12 s          |
| 5e | Niccolò Bonifazio  | Italie   | Bahrain-Merida         | + 12 s          |
| 6e | Žiga Ručigaj       | Slovénie | Radenska Ljubljana     | + 12 s          |
| 7e | Federico Zurlo     | Italie   | MSTina-Focus           | + 12 s          |
| 8e | Adrian Kurek       | Pologne  | CCC Sprandi Polkowice  | + 12 s          |
| 9e | Jonathan Lastra    | Espagne  | Caja Rural-Seguros RGA | + 12 s          |
| 10e | Kristian Sbaragli  | Italie   | Israel Cycling Academy | + 12 s          |

| \| Classement général \| Classement général \| Classement général \| Classement général \| Classement général \| \| Coureur \| Coureur \| Pays \| Équipe \| Temps \| \| ------------------ \| ------------------- \| ------------------ \| -------------------------------- \| ------------------ \| \| 1er \| Kanstantsin Siutsou \| Biélorussie \| Bahrain-Merida \| 19 h 12 min 19 s \| \| 2e \| Pieter Weening \| Pays-Bas \| Roompot-Nederlandse Loterij \| + 8 s \| \| 3e \| Yevgeniy Gidich \| Kazakhstan \| Astana \| + 47 s \| \| 4e \| Radoslav Rogina \| Croatie \| Adria Mobil \| + 1 min 06 s \| \| 5e \| Niklas Eg \| Danemark \| Trek-Segafredo \| + 1 min 48 s \| \| 6e \| Daniel Pearson \| Royaume-Uni \| Aqua Blue Sport \| + 2 min 11 s \| \| 7e \| Gianluca Brambilla \| Italie \| Trek-Segafredo \| + 2 min 33 s \| \| 8e \| Rubén Acosta \| Colombie \| Bicicletas Strongman Coldeportes \| + 2 min 52 s \| \| 9e \| Artem Nych \| Russie \| Gazprom-RusVelo \| + 3 min 01 s \| \| 10e \| Jonathan Lastra \| Espagne \| Caja Rural-Seguros RGA \| + 3 min 48 s \| |                     |             |                                  |                  |
| |                     |             |                                  |                  |
| Source : ProCyclingStats |                     |             |                                  |                  |
| Classement général |                     |             |                                  |                  |
| Coureur | Coureur             | Pays        | Équipe                           | Temps            |
| 1er | Kanstantsin Siutsou | Biélorussie | Bahrain-Merida                   | 19 h 12 min 19 s |
| 2e | Pieter Weening      | Pays-Bas    | Roompot-Nederlandse Loterij      | + 8 s            |
| 3e | Yevgeniy Gidich     | Kazakhstan  | Astana                           | + 47 s           |
| 4e | Radoslav Rogina     | Croatie     | Adria Mobil                      | + 1 min 06 s     |
| 5e | Niklas Eg           | Danemark    | Trek-Segafredo                   | + 1 min 48 s     |
| 6e | Daniel Pearson      | Royaume-Uni | Aqua Blue Sport                  | + 2 min 11 s     |
| 7e | Gianluca Brambilla  | Italie      | Trek-Segafredo                   | + 2 min 33 s     |
| 8e | Rubén Acosta        | Colombie    | Bicicletas Strongman Coldeportes | + 2 min 52 s     |
| 9e | Artem Nych          | Russie      | Gazprom-RusVelo                  | + 3 min 01 s     |
| 10e | Jonathan Lastra     | Espagne     | Caja Rural-Seguros RGA           | + 3 min 48 s     |

### 5eétape
| \| Classement de l'étape \| Classement de l'étape \| Classement de l'étape \| Classement de l'étape \| Classement de l'étape \| \| Coureur \| Coureur \| Pays \| Équipe \| Temps \| \| --------------------- \| --------------------- \| --------------------- \| -------------------------------- \| --------------------- \| \| 1er \| Manuele Boaro \| Italie \| Bahrain-Merida \| 4 h 15 min 54 s \| \| 2e \| Łukasz Owsian \| Pologne \| CCC Sprandi Polkowice \| + 7 s \| \| 3e \| Alessandro Tonelli \| Italie \| Bardiani CSF \| + 10 s \| \| 4e \| Jhonatan Cañaveral \| Colombie \| Bicicletas Strongman Coldeportes \| + 12 s \| \| 5e \| Tadej Pogačar \| Slovénie \| Ljubljana Gusto Xaurum \| + 24 s \| \| 6e \| Niklas Eg \| Danemark \| Trek-Segafredo \| + 24 s \| \| 7e \| Daniel Pearson \| Royaume-Uni \| Aqua Blue Sport \| + 47 s \| \| 8e \| Pieter Weening \| Pays-Bas \| Roompot-Nederlandse Loterij \| + 48 s \| \| 9e \| Kanstantsin Siutsou \| Biélorussie \| Bahrain-Merida \| + 48 s \| \| 10e \| Nick van der Lijke \| Pays-Bas \| Roompot-Nederlandse Loterij \| + 52 s \| |                     |             |                                  |                 |
| |                     |             |                                  |                 |
| Source : ProCyclingStats |                     |             |                                  |                 |
| Classement de l'étape |                     |             |                                  |                 |
| Coureur | Coureur             | Pays        | Équipe                           | Temps           |
| 1er | Manuele Boaro       | Italie      | Bahrain-Merida                   | 4 h 15 min 54 s |
| 2e | Łukasz Owsian       | Pologne     | CCC Sprandi Polkowice            | + 7 s           |
| 3e | Alessandro Tonelli  | Italie      | Bardiani CSF                     | + 10 s          |
| 4e | Jhonatan Cañaveral  | Colombie    | Bicicletas Strongman Coldeportes | + 12 s          |
| 5e | Tadej Pogačar       | Slovénie    | Ljubljana Gusto Xaurum           | + 24 s          |
| 6e | Niklas Eg           | Danemark    | Trek-Segafredo                   | + 24 s          |
| 7e | Daniel Pearson      | Royaume-Uni | Aqua Blue Sport                  | + 47 s          |
| 8e | Pieter Weening      | Pays-Bas    | Roompot-Nederlandse Loterij      | + 48 s          |
| 9e | Kanstantsin Siutsou | Biélorussie | Bahrain-Merida                   | + 48 s          |
| 10e | Nick van der Lijke  | Pays-Bas    | Roompot-Nederlandse Loterij      | + 52 s          |

| \| Classement général \| Classement général \| Classement général \| Classement général \| Classement général \| \| Coureur \| Coureur \| Pays \| Équipe \| Temps \| \| ------------------ \| ------------------- \| ------------------ \| -------------------------------- \| ------------------ \| \| 1er \| Kanstantsin Siutsou \| Biélorussie \| Bahrain-Merida \| 23 h 29 min 01 s \| \| 2e \| Pieter Weening \| Pays-Bas \| Roompot-Nederlandse Loterij \| + 8 s \| \| 3e \| Yevgeniy Gidich \| Kazakhstan \| Astana \| + 53 s \| \| 4e \| Radoslav Rogina \| Croatie \| Adria Mobil \| + 1 min 15 s \| \| 5e \| Niklas Eg \| Danemark \| Trek-Segafredo \| + 1 min 24 s \| \| 6e \| Daniel Pearson \| Royaume-Uni \| Aqua Blue Sport \| + 2 min 10 s \| \| 7e \| Rubén Acosta \| Colombie \| Bicicletas Strongman Coldeportes \| + 3 min 01 s \| \| 8e \| Artem Nych \| Russie \| Gazprom-RusVelo \| + 3 min 08 s \| \| 9e \| Gianluca Brambilla \| Italie \| Trek-Segafredo \| + 3 min 37 s \| \| 10e \| Domen Novak \| Slovénie \| Bahrain-Merida \| + 4 min 15 s \| |                     |             |                                  |                  |
| |                     |             |                                  |                  |
| Source : ProCyclingStats |                     |             |                                  |                  |
| Classement général |                     |             |                                  |                  |
| Coureur | Coureur             | Pays        | Équipe                           | Temps            |
| 1er | Kanstantsin Siutsou | Biélorussie | Bahrain-Merida                   | 23 h 29 min 01 s |
| 2e | Pieter Weening      | Pays-Bas    | Roompot-Nederlandse Loterij      | + 8 s            |
| 3e | Yevgeniy Gidich     | Kazakhstan  | Astana                           | + 53 s           |
| 4e | Radoslav Rogina     | Croatie     | Adria Mobil                      | + 1 min 15 s     |
| 5e | Niklas Eg           | Danemark    | Trek-Segafredo                   | + 1 min 24 s     |
| 6e | Daniel Pearson      | Royaume-Uni | Aqua Blue Sport                  | + 2 min 10 s     |
| 7e | Rubén Acosta        | Colombie    | Bicicletas Strongman Coldeportes | + 3 min 01 s     |
| 8e | Artem Nych          | Russie      | Gazprom-RusVelo                  | + 3 min 08 s     |
| 9e | Gianluca Brambilla  | Italie      | Trek-Segafredo                   | + 3 min 37 s     |
| 10e | Domen Novak         | Slovénie    | Bahrain-Merida                   | + 4 min 15 s     |

### 6eétape
| \| Classement de l'étape \| Classement de l'étape \| Classement de l'étape \| Classement de l'étape \| Classement de l'étape \| \| Coureur \| Coureur \| Pays \| Équipe \| Temps \| \| --------------------- \| --------------------- \| --------------------- \| ------------------------------- \| --------------------- \| \| 1er \| Paolo Simion \| Italie \| Bardiani CSF \| 3 h 21 min 39 s \| \| 2e \| Mirco Maestri \| Italie \| Bardiani CSF \| + 11 s \| \| 3e \| Eduard-Michael Grosu \| Roumanie \| Nippo-Vini Fantini-Europa Ovini \| + 25 s \| \| 4e \| Fabian Lienhard \| Suisse \| Holowesko Citadel \| + 25 s \| \| 5e \| Sondre Holst Enger \| Norvège \| Israel Cycling Academy \| + 28 s \| \| 6e \| Alex Kirsch \| Luxembourg \| WB-Aqua Protect-Veranclassic \| + 28 s \| \| 7e \| Matej Mohorič \| Slovénie \| Bahrain-Merida \| + 28 s \| \| 8e \| Juan José Lobato \| Espagne \| Nippo-Vini Fantini-Europa Ovini \| + 28 s \| \| 9e \| Vincenzo Albanese \| Italie \| Bardiani CSF \| + 32 s \| \| 10e \| Enrico Barbin \| Italie \| Bardiani CSF \| + 32 s \| |                      |            |                                 |                 |
| |                      |            |                                 |                 |
| Source : ProCyclingStats |                      |            |                                 |                 |
| Classement de l'étape |                      |            |                                 |                 |
| Coureur | Coureur              | Pays       | Équipe                          | Temps           |
| 1er | Paolo Simion         | Italie     | Bardiani CSF                    | 3 h 21 min 39 s |
| 2e | Mirco Maestri        | Italie     | Bardiani CSF                    | + 11 s          |
| 3e | Eduard-Michael Grosu | Roumanie   | Nippo-Vini Fantini-Europa Ovini | + 25 s          |
| 4e | Fabian Lienhard      | Suisse     | Holowesko Citadel               | + 25 s          |
| 5e | Sondre Holst Enger   | Norvège    | Israel Cycling Academy          | + 28 s          |
| 6e | Alex Kirsch          | Luxembourg | WB-Aqua Protect-Veranclassic    | + 28 s          |
| 7e | Matej Mohorič        | Slovénie   | Bahrain-Merida                  | + 28 s          |
| 8e | Juan José Lobato     | Espagne    | Nippo-Vini Fantini-Europa Ovini | + 28 s          |
| 9e | Vincenzo Albanese    | Italie     | Bardiani CSF                    | + 32 s          |
| 10e | Enrico Barbin        | Italie     | Bardiani CSF                    | + 32 s          |

## Classements finals

### Classement général final
| \| Classement général \| Classement général \| Classement général \| Classement général \| Classement général \| \| Coureur \| Coureur \| Pays \| Équipe \| Temps \| \| ------------------ \| ------------------- \| ------------------ \| --------------------------- \| ------------------ \| \| 1er \| Kanstantsin Siutsou \| Biélorussie \| Bahrain-Merida \| 26 h 51 min 12 s \| \| 2e \| Pieter Weening \| Pays-Bas \| Roompot-Nederlandse Loterij \| + 11 s \| \| 3e \| Yevgeniy Gidich \| Kazakhstan \| Astana \| + 1 min 01 s \| \| 4e \| Radoslav Rogina \| Croatie \| Adria Mobil \| + 1 min 18 s \| \| 5e \| Niklas Eg \| Danemark \| Trek-Segafredo \| + 1 min 27 s \| \| 6e \| Daniel Pearson \| Royaume-Uni \| Aqua Blue Sport \| + 2 min 19 s \| \| 7e \| Artem Nych \| Russie \| Gazprom-RusVelo \| + 3 min 27 s \| \| 8e \| Gianluca Brambilla \| Italie \| Trek-Segafredo \| + 3 min 37 s \| \| 9e \| Jonathan Lastra \| Espagne \| Caja Rural-Seguros RGA \| + 4 min 23 s \| \| 10e \| Domen Novak \| Slovénie \| Bahrain-Merida \| + 4 min 38 s \| |                     |             |                             |                  |
| |                     |             |                             |                  |
| Source : ProCyclingStats |                     |             |                             |                  |
| Classement général |                     |             |                             |                  |
| Coureur | Coureur             | Pays        | Équipe                      | Temps            |
| 1er | Kanstantsin Siutsou | Biélorussie | Bahrain-Merida              | 26 h 51 min 12 s |
| 2e | Pieter Weening      | Pays-Bas    | Roompot-Nederlandse Loterij | + 11 s           |
| 3e | Yevgeniy Gidich     | Kazakhstan  | Astana                      | + 1 min 01 s     |
| 4e | Radoslav Rogina     | Croatie     | Adria Mobil                 | + 1 min 18 s     |
| 5e | Niklas Eg           | Danemark    | Trek-Segafredo              | + 1 min 27 s     |
| 6e | Daniel Pearson      | Royaume-Uni | Aqua Blue Sport             | + 2 min 19 s     |
| 7e | Artem Nych          | Russie      | Gazprom-RusVelo             | + 3 min 27 s     |
| 8e | Gianluca Brambilla  | Italie      | Trek-Segafredo              | + 3 min 37 s     |
| 9e | Jonathan Lastra     | Espagne     | Caja Rural-Seguros RGA      | + 4 min 23 s     |
| 10e | Domen Novak         | Slovénie    | Bahrain-Merida              | + 4 min 38 s     |

### Classements annexes

#### Classement par points
| Classement par points | Classement par points | Classement par points | Classement par points           | Classement par points |
| Coureur               | Coureur               | Pays                  | Équipe                          | Points                |
| --------------------- | --------------------- | --------------------- | ------------------------------- | --------------------- |
| 1er                   | Eduard-Michael Grosu  | Roumanie              | Nippo-Vini Fantini-Europa Ovini | 67 pts                |
| 2e                    | Alessandro Tonelli    | Italie                | Bardiani CSF                    | 47 pts                |
| 3e                    | Kanstantsin Siutsou   | Biélorussie           | Bahrain-Merida                  | 37 pts                |
| 4e                    | Niccolò Bonifazio     | Italie                | Bahrain-Merida                  | 37 pts                |
| 5e                    | Yevgeniy Gidich       | Kazakhstan            | Astana                          | 35 pts                |
| 6e                    | Mirco Maestri         | Italie                | Bardiani CSF                    | 34 pts                |
| 7e                    | Jon Božič             | Slovénie              | Adria Mobil                     | 33 pts                |
| 8e                    | Riccardo Minali       | Italie                | Astana                          | 33 pts                |
| 9e                    | Pieter Weening        | Pays-Bas              | Roompot-Nederlandse Loterij     | 30 pts                |
| 10e                   | Enrico Barbin         | Italie                | Bardiani CSF                    | 29 pts                |

#### Classement du meilleur grimpeur
| Classement de la montagne | Classement de la montagne | Classement de la montagne | Classement de la montagne        | Classement de la montagne |
| Coureur                   | Coureur                   | Pays                      | Équipe                           | Points                    |
| ------------------------- | ------------------------- | ------------------------- | -------------------------------- | ------------------------- |
| 1er                       | Peter Koning              | Pays-Bas                  | Aqua Blue Sport                  | 35 pts                    |
| 2e                        | Łukasz Owsian             | Pologne                   | CCC Sprandi Polkowice            | 26 pts                    |
| 3e                        | Kanstantsin Siutsou       | Biélorussie               | Bahrain-Merida                   | 20 pts                    |
| 4e                        | Manuele Boaro             | Italie                    | Bahrain-Merida                   | 15 pts                    |
| 5e                        | Alessandro Tonelli        | Italie                    | Bardiani CSF                     | 15 pts                    |
| 6e                        | Pieter Weening            | Pays-Bas                  | Roompot-Nederlandse Loterij      | 15 pts                    |
| 7e                        | Jhonatan Cañaveral        | Colombie                  | Bicicletas Strongman Coldeportes | 12 pts                    |
| 8e                        | Jure Golčer               | Slovénie                  | Adria Mobil                      | 12 pts                    |
| 9e                        | Yevgeniy Gidich           | Kazakhstan                | Astana                           | 10 pts                    |
| 10e                       | Emil Dima                 | Roumanie                  | MSTina-Focus                     | 9 pts                     |

#### Classement du meilleur jeune
| Classement du meilleur jeune | Classement du meilleur jeune | Classement du meilleur jeune | Classement du meilleur jeune     | Classement du meilleur jeune |
| Coureur                      | Coureur                      | Pays                         | Équipe                           | Temps                        |
| ---------------------------- | ---------------------------- | ---------------------------- | -------------------------------- | ---------------------------- |
| 1er                          | Yevgeniy Gidich              | Kazakhstan                   | Astana                           | 26 h 52 min 13 s             |
| 2e                           | Rubén Acosta                 | Colombie                     | Bicicletas Strongman Coldeportes | + 3 min 40 s                 |
| 3e                           | Tadej Pogačar                | Slovénie                     | Ljubljana Gusto Xaurum           | + 4 min 48 s                 |
| 4e                           | Jhonatan Cañaveral           | Colombie                     | Bicicletas Strongman Coldeportes | + 6 min 01 s                 |
| 5e                           | Daniel Savini                | Italie                       | Bardiani CSF                     | + 29 min 17 s                |
| 6e                           | Vincenzo Albanese            | Italie                       | Bardiani CSF                     | + 39 min 45 s                |
| 7e                           | Gorazd Per                   | Slovénie                     | Adria Mobil                      | + 45 min 07 s                |
| 8e                           | Raul-antonio Sinza           | Roumanie                     | MSTina-Focus                     | + 48 min 33 s                |
| 9e                           | Viktor Potočki               | Croatie                      | Ljubljana Gusto Xaurum           | + 58 min 11 s                |
| 10e                          | Izidor Penko                 | Slovénie                     | Ljubljana Gusto Xaurum           | + 58 min 40 s                |

#### Classement par équipes
| Classement par équipes | Classement par équipes      | Classement par équipes | Classement par équipes |
| Équipe                 | Équipe                      | Pays                   | Temps                  |
| ---------------------- | --------------------------- | ---------------------- | ---------------------- |
| 1re                    | Bahrain-Merida              | Bahreïn                | 80 h 52 min 22 s       |
| 2e                     | Bicicletas Strongman        | Colombie               | + 5 min 17 s           |
| 3e                     | Astana                      | Kazakhstan             | + 7 min 39 s           |
| 4e                     | Adria Mobil                 | Slovénie               | + 16 min 54 s          |
| 5e                     | Roompot-Nederlandse Loterij | Pays-Bas               | + 20 min 01 s          |
| 6e                     | Bardiani CSF                | Italie                 | + 20 min 18 s          |
| 7e                     | Meridiana Kamen             | Croatie                | + 22 min 20 s          |
| 8e                     | Trek-Segafredo              | États-Unis             | + 25 min 51 s          |
| 9e                     | Caja Rural-Seguros RGA      | Espagne                | + 37 min 44 s          |
| 10e                    | Ljubljana Gusto Xaurum      | Slovénie               | + 43 min 29 s          |